# Umimachi Diary
Umimachi Diary (jap. 海街diary) – manga autorstwa Akimi Yoshidy, która była wydawana w czasopiśmie Gekkan Flowers wydawnictwa Shōgakukan.
Na podstawie mangi powstała adaptacja w formie filmu aktorskiego w reżyserii Hirokazu Koreedy. Film ten został wydany w Polsce pod tytułem Nasza młodsza siostra.

## Fabuła
Główną bohaterką serii jest Yoshino Kōda. Pewnego ranka otrzymuje zawiadomienie o śmierci ojca, którego nie widziała od czasu rozwodu rodziców. Nie do końca wie co sądzić o jego śmierci, ponieważ nie widziała go wiele lat. Na jego pogrzebie spotyka wraz z siostrami po raz pierwszy swoją przyrodnią siostrę. 

## Bohaterowie
- Sachi Kōda (jap. 香田 幸 Kōda Sachi) – najstarsza z sióstr, pracuje jako pielęgniarka w szpitalu.
- Yoshino Kōda  (jap. 香田 佳乃 Kōda Yoshino) – druga z sióstr, pracuje w banku. Kocha pić alkohol i chodzić na randki.
- Chika Kōda  (jap. 香田 千佳 Kōda Chika) – trzecia z sióstr, pracuje w sklepie sportowym.
- Suzu Asano (jap. 浅野 すず Asano Suzu) – najmłodsza z sóstr, która ma tego samego ojca, ale inną matkę. Ma 13 lat.

## Manga
Ostatni rozdział mangi ukazał się w magazynie Gekkan Flowers 28 czerwca 2018 roku.
| Nr | Data wydania (język japoński) | ISBN (język japoński)  |
| -- | ----------------------------- | ---------------------- |
| 1  | 26 kwietnia 2007              | ISBN 978-4-09-167025-0 |
| 2  | 10 października 2008          | ISBN 978-4-09-167037-3 |
| 3  | 10 lutego 2010                | ISBN 978-4-09-167040-3 |
| 4  | 10 sierpnia 2011              | ISBN 978-4-09-167048-9 |
| 5  | 10 grudnia 2012               | ISBN 978-4-09-167053-3 |
| 6  | 10 lipca 2014                 | ISBN 978-4-09-167053-3 |
| 7  | 8 stycznia 2016               | ISBN 978-4-09-167073-1 |
| 8  | 10 kwietnia 2017              | ISBN 978-4-09-167078-6 |
| 9  | 10 grudnia 2018               | ISBN 978-4-09-167088-5 |

Manga zdobyła nagrodę na festiwalu Japan Media Arts w 2007 roku. W 2013 roku zdobyła nagrodę manga taishō. 
Do nagrody manga taishō była nominowana także w 2008 roku. Manga była nominowana także dwukrotnie do nagrody kulturalnej im. Osamu Tezuki w latach 2008 i 2009.
W 2016 roku manga zdobyła nagrodę Shōgakukan Manga w kategorii ogólnej wspólnie z mangą Sunny.

## Film live-action
Powstawanie adaptacji mangi w formie filmu zostało ogłoszone w maju 2014 roku, w czerwcowym numerze magazynu Gekkan Flowers. Reżyserem filmu został Hirokazu Koreeda. Role czterech sióstr odgrywają Haruka Ayase, Masami Nagasawa, Kaho i Suzu Hirose.
Film miał swoją premierę na 68. festiwalu w Cannes, natomiast swoją premierę w japońskich kinach miał 13 czerwca 2015 roku.